# Trail Clube Bahia
Trail Clube Bahia é um clube de rally e automobilismo do estado da Bahia, Brasil.
Também tem como filial o Trail Clube de Feira de Santana, que terá sua própria equipe no Rally Transbahia 2011, também no estado da Bahia.